# Fatima Djibo Sidikou
 (mai 2021).
Fatima Djibo Sidikou est une diplomate nigérienne. Ayant occupé divers postes diplomatiques aux États-Unis et à l'Office des Nations Unies à Genève(ONUG), elle est actuellement ambassadrice du Niger au Sénégal.

## Biographie
Fatima Djibo Sidikou rejoint le ministère des Affaires étrangères pour la première fois en 1983.
De 2002 à 2012, elle travaille à l'ambassade du Niger aux États-Unis, où elle est première conseillère et chargée d'affaires,. Elle aide également à représenter le Niger à l'UNESCO de 2007 à 2012.
Elle est devenue présidente de l'Association des pasteurs du Niger en 2012. L'année suivante, elle prend la direction du Secrétariat permanent du Code rural, qui soutient les producteurs agricoles.
Fatima djibo Sidikou est nommée représentante permanent du Niger auprès de l'Office des Nations Unies à Genève en 2015. En plus elle est simultanément ambassadrice du Niger en Suisse, en Autriche et au Liechtenstein,.
En 2019, elle succède à Hassane Kounou en tant qu'ambassadrice du Niger au Sénégal,,,.

## Vie personnelle
Fatimae Djibo Sidikou est issu d'une communauté pastorale du nord du Niger. Mariée à son collègue diplomate Maman Sambo Sidikou,. Ils ont deux enfants.